# 하기와라 마사토
하기와라 마사토(일본어: 萩原 聖人 はぎわら まさと[*], 1971년 8월 21일 ~ )는 일본의 배우이자 성우이다. 소속은 알파 에이전시이다.

## 개요
- 《겨울연가》 일본 방송시 더빙에서 강준상/이민형 (배용준) 역할을 담당하였다.
- 배우자는 와쿠이 에미. 1995년 결혼해, 2003년 이혼하였다.

## 작품

### 드라마
- 《젊은이의 모든 것》 (1994년)
- 《그것이 답이다!》 (1997년)
- 《세상에서 아빠가 제일 좋아》 (1998년) - 후쿠오카 렌 역
- 《너무 귀여워》 (2005년)
- 《혐오스런 마츠코의 일생》(2006년) - 야메카와 데쓰야 역 (제2화)
- 《쿠로사기》 (2006년)
- 《화려한 일족》 (2007년)
- 《슬로우 스타터》 (2007년)
- 《하늘을 나는 타이어》 (2009년)
- 《뉴스 속보는 흘렀다》 (2009년)
- 《아타미의 수사관》 (2010년)
- 《고우~공주들의 전국~》 (2011년) - 이시다 미쓰나리 역
- 《이름을 잃어버린 여신》 (2011년) - 유키 히로미 역
- 《내가 연애할 수 없는 이유》(2011년) - 시라이시 타쿠미 역

### 영화
- 1993년 《달은 어디에 떠 있는가》
- 1997년 《큐어》
- 2001년 《고(GO)》
- 2002년 《파코다테인》
- 2004년 《역도산》 - 요시마츠 유즈르 역
- 2004년 《클럽 진주군》
- 2007년 《배터리》
- 2009년 《이케와 나》
- 2018년 《너의 새는 노래할 수 있어》 - 시마다 역
- 2018년 《이런 야심한 밤에 바나나라니 사랑스러운 실화》
- 2021년 《히라이테》- 니시무라 타카시 역
- 2022년 《오늘 밤, 세계에서 이 사랑이 사라진다 해도》- 카미야 유키히코 역

## 성우 활동

### TV 애니메이션
2005년
- 투패전설 아카기(아카기 시게루)

2007년
- 역경무뢰 카이지(카이지)

2008년
- 원아웃(토쿠치 토야)

2011년
- 울버린(미카게 키쿄)

### 극장판
- 2004년 《구름의 저편, 약속의 장소》 - 시라카와 타쿠야

### PV
- 케츠메이시 〈사쿠라〉 (2005년)